# Kurt Arentz
Kurt Emil Hugo Arentz (* 30. Mai 1934 in Köln; † 23. Juni 2014 in München) war ein deutscher Bildhauer.

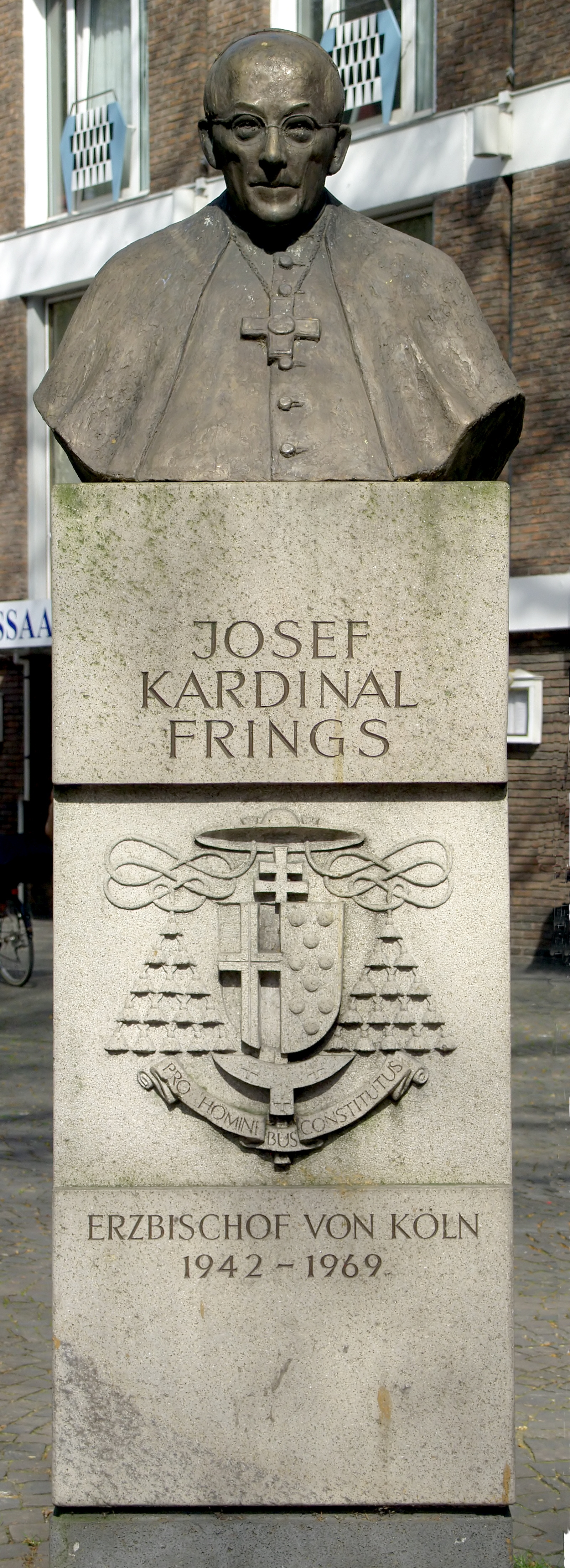
Büste Kardinal Josef Frings

## Leben
Den Schulbesuch von 1940 bis 1951 schloss er mit der Mittleren Reife ab. Von 1951 bis 1954 absolvierte er erfolgreich eine handwerkliche Lehre. Arentz lebte und arbeitete in Leverkusen. Nach verschiedenen Arbeiten als Maler und Bildhauer konzentrierte er sich auf Porträts in Form von Büsten. Ein Querschnitt seiner Werke ist auch im privaten Museum Europäischer Kunst in Schloss Nörvenich zu sehen. Arentz war unter anderem Künstler-Sprecher der Europäischen Kultur-Stiftung (EKS) Deutschland, die das für Arno Breker geschaffene Nörvenicher Museum maßgeblich förderte, und Beauftragter für die transatlantischen Kulturbeziehungen dieser Stiftung zwischen Europa und den USA.
Arentz war seit 1959 mit Maria-Therese Klein verheiratet, mit der er einen Sohn und eine Tochter hatte. Er starb in München wenige Wochen nach seinem 80. Geburtstag unerwartet an Herzversagen, nachdem er eine Herzoperation und einen Aufenthalt in einer Rehaklinik am Starnberger See gut überstanden hatte.
Die Beisetzung erfolgte am 8. Juli 2014 im Familiengrab auf dem Friedhof Manfort in Leverkusen.

## Werke

### Büsten
(Auswahl)
- Ronald Reagan
- Charles de Gaulle
- Konrad Adenauer
- Helmut Kohl
- Helmut Schmidt
- Willy Brandt
- Hans-Dietrich Genscher
- George Bush
- Bill Clinton
- Shimon Peres
- Peter Hofmann
- Ulrike Meyfarth
- Willy Millowitsch
- Herbert von Karajan
- Mildred Scheel
- Kai-Uwe von Hassel
- Ernst Fuchs
- Arno Breker
- Joe F. Bodenstein, Editeur
- Angerer der Ältere
- Roman Herzog
- Axel Springer
- Kardinal Josef Frings
- Manfred Wörner
- Constantin Heereman von Zuydtwyck

### Skulpturen
(Auswahl)
- Heinrich Drickes Kosten (1993) in Quettingen[5]
- Mutter und Kind (1997) in der Fußgängerzone Opladen
- Treuer Husar (1997) an Sankt Stephanus
- Heiliger Maurinus (1997) in Lützenkirchen
- Schweine (1999) in Bürrig
- Mutter und Kind (2001) im Wiesdorfer Erholungshauspark
- Josef-Schüller-Statue im Sankt-Josef-Krankenhaus (2002)
- Müder Funke in der Fußgängerzone Opladen
- Bergischer Löwe in Lützenkirchen (2004)

## Auszeichnungen und Ehrungen
- Heinz Sielmann Umweltpreis 1998
- Verleihung Bundesverdienstkreuz am 11. Januar 2001[6]
- Künstler-Sprecher der Europäischen-Kultur-Stiftung Schloss Nörvenich
- Mitglied des Alexander-Ordens Pour le Mérite für Kunst und Wissenschaft
- Porträtbüste und Relief "Kurt Arentz" für Kultureinrichtungen von Siegfried W. Lunau modelliert

## Ausstellungen (Auswahl)
- 1981 und folgende Jahre: Neue Werke Haus der Kunst, München
- 1983 Gemälde, Torhalle Fraueninsel
- 1984 Bilder und Plastiken, NRW-Kunstkreis Nörvenich
- 1984/85 Welt der Tiere, Museum Alexander König Bonn
- 1985 Das Tier in der Kunst, Musée de la chasse et dela nature, Paris
- 1994 West-Art Gallery Clarence/Buffalo, USA.[7]
- 1996 "Porträts bedeutender Zeitgenossen" im Rotes Rathaus, Berlin[8]
- 1997 "Themenvielfalt Tier" im Baykomm der Bayer AG, Leverkusen
- 2009 "Porträts der Zeitgeschichte" zum 75. Geburtstag des Künstlers, Museum Europäischer Kunst, Nörvenich
- 2009 "Große und kleine Tiere", Porträts und Tierplastiken, Industriemuseum Sensenhammer, Leverkusen
- 2010 Tier-Bronzen aus dem Zyklus "Die Arche Noah", Galerie Marco Edition, Bonn
- 2012 The German Sculptor Kurt Arentz, US-Museum of European Art, Clarence, N.Y.[9]
- 2014 Hommage a Kurt Arentz, zum 80. Geburtstag, Mai 2014, Kunst-Museum Schloss Nörvenich, NRW (Katalog)

## Werke im öffentlichen Raum
Zahlreiche Werke von Kurt Arentz befinden sich im öffentlichen Raum in Europa und Amerika. 2014 wurde als drittes von ihm geschaffene Denkmal in seiner Heimatstadt Köln die überlebensgroße Bronze-Büste des früheren Oberbürgermeisters Harry Blum im Rheinauhafen enthüllt. An den Kölner Erzbischof Joseph Kardinal Frings erinnert das von Arentz gestaltete Denkmal am Laurenzplatz sowie das Hochrelief in der Piuskirche Köln Zollstock.
Ferner befinden sich allein im Bundesland Nordrhein-Westfalen zusätzlich über 20 Bronze-Arbeiten an öffentlichen Plätzen. Dazu gehört das überlebensgroße Bronze-Porträt „Bundespräsident Richard von Weizsäcker“ im Museum Europäischer Kunst im Schloss Nörvenich. Eine Porträtbüste von Mildred Scheel befindet sich in der Stiftung Deutsche Krebshilfe in Bonn. Eine Porträtbüste von Hans-Dietrich Genscher befindet sich im 2018 neu geschaffenen Genscher-Saal in der Goethestadt Bad Lauchstädt (Sachsen-Anhalt).